# Elmohardyia roraimensis
Elmohardyia roraimensis är en tvåvingeart som beskrevs av José Albertino Rafael och Rosa 1992. Elmohardyia roraimensis ingår i släktet Elmohardyia och familjen ögonflugor. Inga underarter finns listade i Catalogue of Life.